# Viktoria Apanasenko
Viktoria Apanasenko (ucraniano: Вікторія Апанасенко; Chernigov, 18 de junho de 1994) é uma modelo, apresentadora de TV, atriz e rainha da beleza ucraniana, vencedora do concurso Miss Universo Ucrânia 2022. Ela representará a Ucrânia no concurso Miss Universo 2022.

## Biografia
Apanasenko nasceu e cresceu em Chernigov junto com seus pais e irmãos. Ela se formou na Faculdade de Psicologia da Universidade Nacional Taras Shevchenko de Kyiv em Serviço Social e também estudou na Universidade Tecnológica Nacional de Chernihiv.

## Concurso de beleza
Apanasenko começou sua carreira de concurso em 2014, ela participou do Miss Chernigov 2014 e venceu a competição. Em 22 de setembro de 2015, Apanasenko é famosa como finalista do Miss Ucrânia 2015 e vencedora do título de Princesa da Ucrânia de 2016. A organização Miss Universo Ucrânia, devido à atual situação de guerra na Ucrânia, nomeou Miss Universo Ucrânia 2021 2ª Colocada Apanasenko como a nova Miss Universo Ucrânia 2022 ao se tornar a representante oficial da Ucrânia no Miss Universo 2022.

## Curiosidades do concurso
| Concorrência               | Notas       | Localização                     |
| -------------------------- | ----------- | ------------------------------- |
| Miss Chernigov 2014        | Vencedora   | Chernigov, Oblast de Tchernihiv |
| Miss Ucrânia 2015          | Não colocou | Kyiv                            |
| Princesa da Ucrânia 2016   | Vencedora   | Kyiv                            |
| Miss Universo Ucrânia 2021 | 2ª Colocada | Fairmont Grand Hotel, Kyiv      |
| Miss Universo Ucrânia 2022 | Designadas  | Fairmont Grand Hotel, Kyiv      |
| Miss Universo 2022         | TBD         | TBD                             |